# Cisne Branco
Die NV Cisne Branco (portugiesisch für „weißer Schwan“; NV steht für navio veleiro: Segelschiff) ist ein Vollschiff (rahgetakelter Dreimaster) der brasilianischen Marine.
Die Cisne Branco wurde für ca. 15 Millionen US-Dollar nach dem Vorbild der Klipper des ausgehenden 19. Jahrhunderts auf der niederländischen Werft „Damen“ gebaut, lief am 4. August 1999 vom Stapel und wurde am 4. Februar 2000 an die brasilianische Marine übergeben. Ihren Dienst als Botschafter Brasiliens nahm sie offiziell unter dem Kommandanten José Sadi Cantuária am 9. März 2000 auf – dem 500. Jahrestag der Abfahrt von Pedro Álvares Cabral aus Lissabon auf jene Reise, auf der der Portugiese am 22. April 1500 Brasilien für Europa entdeckte. Zu diesem Anlass fand im Jahr 2000 auch die Internationale Erinnerungs-Regatta statt, an der die Cisne Branco teilnahm und auf dieser Fahrt am 30. April 2000 Brasilien erreichte. Im gleichen Jahr nahm die Cisne Branco auch an der Operation Sail 2000 teil.
Seither wird das Schiff vornehmlich zu Repräsentationszwecken eingesetzt und nimmt an nationalen und internationalen maritimen Veranstaltungen teil. Die Ausbildung von Seeleuten spielt heute nur noch eine beigeordnete Rolle. Innerhalb seines ersten Betriebsjahres, bis zum 4. Februar 2001, verbrachte das Schiff 163,5 Tage auf See, auf denen es 21.535 Seemeilen zurücklegte. 272 Kadetten wurden ausgebildet, und die Cisne Branco empfing 125.196 Besucher.

## Bilder

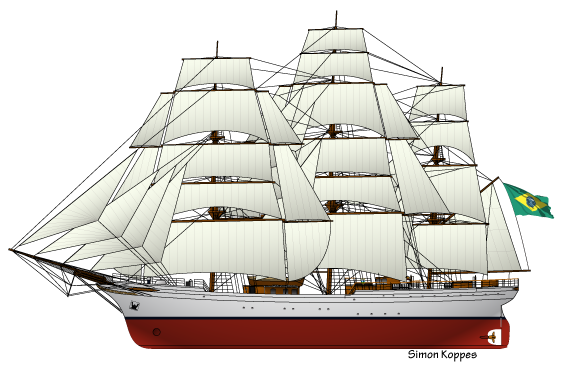
Zeichnung der Cisne Branco
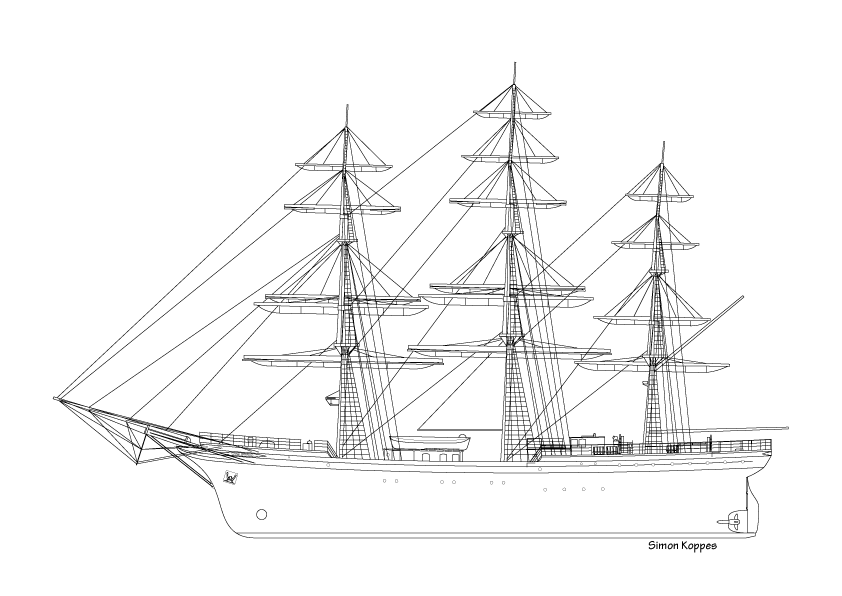
Zeichnung der Cisne Branco (stehendes Gut)